# Defensor ANDA
El Club Defensor ANDA (Asociación Nacional De Agricultores) es un club de fútbol de la ciudad de Aucayacu, en la provincia de Leoncio Prado, en el departamento de Huánuco, Perú.

## Historia
Defensor ANDA fue invitado a participar del primer Campeonato Regional el año 1984 participando del Regional Centro.
En 1990 se descubrió que junto a Deportivo Junín y el Alipio Ponce de Mazamari (que no tenían nada que disputar en el campeonato) habían fraguado actas de partidos que nunca se jugaron para ahorrarse los costos del traslado. Por este escándalo los tres equipos junto al Chacarita Versalles de Iquitos fueron relegados de la primera división, que al año siguiente 1991 "sólo" se jugaría con 41 equipos e iniciaría el final de los Campeonatos Regionales en Perú. El Defensor ANDA fue inhabilitado de participar en cualquier competencia por cinco años.
Participó hasta 2010 en la liga distrital de Aucayacu por la Copa Perú.

## Datos del club
- Temporadas en Primera División: 7 (1984 - 1990).

## Entrenadores
- *  Walter Milera (1984)

## Palmarés

### Torneos regionales
- Liga Departamental de Huánuco (1):  1982.